# Philadelphia 76ers 2016-2017
La stagione 2016-2017 dei Philadelphia 76ers è stata la 68ª stagione della franchigia nella NBA.

## Draft
| Giro | Scelta | Giocatore               | Ruolo | Nazionalità | Università/Squadra |
| ---- | ------ | ----------------------- | ----- | ----------- | ------------------ |
| 1    | 1      | Ben Simmons             | G/AP  | Australia   | LSU Tigers         |
| 1    | 24     | Timothé Luwawu-Cabarrot | G/AP  | Francia     | Mega Belgrado      |
| 1    | 26     | Furkan Korkmaz          | G/AP  | Turchia     | Anadolu Efes       |

## Roster
| \| Pos. \| Num. \| Naz. \| Nome \| Altezza \| Peso \| Data nascita \| Provenienza \| \| ---- \| ---- \| ---- \| ------------------------ \| ------- \| ------ \| ------------ \| ------------------- \| \| G/AP \| 23 \| \| Anderson, Justin \| 198 cm \| 104 kg \| 19-11-1993 \| Virginia \| \| P/G \| 0 \| \| Bayless, Jerryd \| 191 cm \| 91 kg \| 20-08-1988 \| Arizona \| \| AP \| 33 \| \| Covington, Robert \| 206 cm \| 102 kg \| 14-12-1990 \| Tennessee State \| \| C \| 21 \| \| Embiid, Joel (C) \| 213 cm \| 113 kg \| 16-03-1994 \| Kansas \| \| G/AP \| 20 \| \| Luwawu-Cabarrot, Timothé \| 198 cm \| 93 kg \| 09-05-1995 \| Francia \| \| AG/C \| 22 \| \| Holmes, Richaun \| 208 cm \| 107 kg \| 15-10-1993 \| Bowling Green \| \| P \| 1 \| \| McConnell, T.J. \| 188 cm \| 86 kg \| 25-03-1992 \| Arizona \| \| G \| 11 \| \| Stauskas, Nik \| 198 cm \| 93 kg \| 07-10-1993 \| Michigan \| \| AG \| 5 \| \| Poythress, Alex \| 206 cm \| 107 kg \| 09-06-1993 \| Kentucky \| \| P \| 14 \| \| Rodríguez, Sergio \| 190 cm \| 80 kg \| 12-06-1986 \| Spagna \| \| C \| 36 \| \| Long, Shawn \| 206 cm \| 111 kg \| 29-01-1993 \| Louisiana–Lafayette \| \| G/AP \| 12 \| \| Henderson, Gerald \| 196 cm \| 97 kg \| 12-09-1987 \| Duke \| \| C \| 47 \| \| Splitter, Tiago \| 211 cm \| 111 kg \| 01-01-1985 \| Brasile \| \| AG \| 9 \| \| Šarić, Dario \| 208 cm \| 101 kg \| 08-04-1994 \| Croazia \| \| P/A \| 25 \| \| Simmons, Ben \| 208 cm \| 104 kg \| 20-07-1996 \| LSU \| \| C \| 8 \| \| Okafor, Jahlil \| 211 cm \| 118 kg \| 15-12-1995 \| Duke \| | Allenatore - Brett Brown Assistente/i - Jim O'Brien - Lloyd Pierce - Billy Lange - Alvin Williams - Kevin Young - John Bryant - John Townsend Legenda - (C) Capitano - (FA) Free agent - (S) Sospeso - (TW) Contratto Two-way - (GL) Assegnato a squadra G League affiliata - Infortunato Roster • Transazioni · Ultima transazione: 19 febbraio 2019 |                                        |                          |         |        |              |                     |
| Pos. | Num. | Naz.                                   | Nome                     | Altezza | Peso   | Data nascita | Provenienza         |
| G/AP | 23 | Stati Uniti (bandiera)                 | Anderson, Justin         | 198 cm  | 104 kg | 19-11-1993   | Virginia            |
| P/G | 0 | Stati Uniti (bandiera)                 | Bayless, Jerryd          | 191 cm  | 91 kg  | 20-08-1988   | Arizona             |
| AP | 33 | Stati Uniti (bandiera)                 | Covington, Robert        | 206 cm  | 102 kg | 14-12-1990   | Tennessee State     |
| C | 21 | Camerun (bandiera)                     | Embiid, Joel (C)         | 213 cm  | 113 kg | 16-03-1994   | Kansas              |
| G/AP | 20 | Francia (bandiera)                     | Luwawu-Cabarrot, Timothé | 198 cm  | 93 kg  | 09-05-1995   | Francia             |
| AG/C | 22 | Stati Uniti (bandiera)                 | Holmes, Richaun          | 208 cm  | 107 kg | 15-10-1993   | Bowling Green       |
| P | 1 | Stati Uniti (bandiera)                 | McConnell, T.J.          | 188 cm  | 86 kg  | 25-03-1992   | Arizona             |
| G | 11 | Canada (bandiera)                      | Stauskas, Nik            | 198 cm  | 93 kg  | 07-10-1993   | Michigan            |
| AG | 5 | Stati Uniti (bandiera)                 | Poythress, Alex          | 206 cm  | 107 kg | 09-06-1993   | Kentucky            |
| P | 14 | Spagna (bandiera)                      | Rodríguez, Sergio        | 190 cm  | 80 kg  | 12-06-1986   | Spagna              |
| C | 36 | Stati Uniti (bandiera)                 | Long, Shawn              | 206 cm  | 111 kg | 29-01-1993   | Louisiana–Lafayette |
| G/AP | 12 | Stati Uniti (bandiera)                 | Henderson, Gerald        | 196 cm  | 97 kg  | 12-09-1987   | Duke                |
| C | 47 | Brasile (bandiera) · Spagna (bandiera) | Splitter, Tiago          | 211 cm  | 111 kg | 01-01-1985   | Brasile             |
| AG | 9 | Croazia (bandiera)                     | Šarić, Dario             | 208 cm  | 101 kg | 08-04-1994   | Croazia             |
| P/A | 25 | Australia (bandiera)                   | Simmons, Ben             | 208 cm  | 104 kg | 20-07-1996   | LSU                 |
| C | 8 | Stati Uniti (bandiera)                 | Okafor, Jahlil           | 211 cm  | 118 kg | 15-12-1995   | Duke                |

## Classifiche

### Division
| Atlantic Division   | V  | S  | V%    | PR   | Casa  | Trasf | Div  | PG |
| ------------------- | -- | -- | ----- | ---- | ----- | ----- | ---- | -- |
| c - Boston Celtics  | 53 | 29 | 0.646 | 0    | 30-11 | 23-18 | 11-5 | 82 |
| x - Toronto Raptors | 51 | 31 | 0.622 | 2.0  | 28-13 | 23-18 | 14-2 | 82 |
| N.Y. Knicks         | 31 | 51 | 0.378 | 22.0 | 19-22 | 12-29 | 5-11 | 82 |
| Philadelphia 76ers  | 28 | 54 | 0.341 | 25.0 | 17-24 | 11-30 | 7-9  | 82 |
| Brooklyn Nets       | 20 | 62 | 0.244 | 33.0 | 13-28 | 7-34  | 3-13 | 82 |

### Eastern Conference
| Eastern Conference | Eastern Conference        | Eastern Conference | Eastern Conference | Eastern Conference | Eastern Conference | Eastern Conference |
| #                  | Squadra                   | V                  | S                  | V%                 | PR                 | PG                 |
| ------------------ | ------------------------- | ------------------ | ------------------ | ------------------ | ------------------ | ------------------ |
| 1                  | c – Boston Celtics *      | 53                 | 29                 | .646               | –                  | 82                 |
| 2                  | y – Cleveland Cavaliers * | 51                 | 31                 | .622               | 2,0                | 82                 |
| 3                  | x – Toronto Raptors       | 51                 | 31                 | .622               | 2,0                | 82                 |
| 4                  | y – Wash. Wizards *       | 49                 | 33                 | .598               | 4,0                | 82                 |
| 5                  | x – Atlanta Hawks         | 43                 | 39                 | .524               | 10,0               | 82                 |
| 6                  | x – Milwaukee Bucks       | 42                 | 40                 | .512               | 11,0               | 82                 |
| 7                  | x – Indiana Pacers        | 42                 | 40                 | .512               | 11,0               | 82                 |
| 8                  | x – Chicago Bulls         | 41                 | 41                 | .500               | 12,0               | 82                 |
|                    |                           |                    |                    |                    |                    |                    |
| 9                  | Miami Heat                | 41                 | 41                 | .500               | 12,0               | 82                 |
| 10                 | Detroit Pistons           | 37                 | 45                 | .451               | 16,0               | 82                 |
| 11                 | Charlotte Hornets         | 36                 | 46                 | .439               | 17,0               | 82                 |
| 12                 | N.Y. Knicks               | 31                 | 51                 | .378               | 22,0               | 82                 |
| 13                 | Orlando Magic             | 29                 | 53                 | .354               | 24,0               | 82                 |
| 14                 | Philadelphia 76ers        | 28                 | 54                 | .341               | 25,0               | 82                 |
| 15                 | Brooklyn Nets             | 20                 | 62                 | .244               | 33,0               | 82                 |

## Mercato

### Free Agent

#### Acquisti
| Giocatore        | Contratto                     | Provenienza         |
| ---------------- | ----------------------------- | ------------------- |
| Jerryd Bayless   | 3 anni/$26 milioni            | Milwaukee Bucks     |
| Gerald Henderson | 2 anni/$18 milioni            | Portland T. Blazers |
| Sergio Rodríguez | 1 anno/$6,8 milioni           | Real Madrid         |
| Dario Šarić      | 5 anni/$15 milioni            | Anadolu Efes        |
| Shawn Long       | 3 anni/$3,7 milioni           | ULL Ragin' Cajuns   |
| James Webb       | 3 anni/non garantito          | Boise St. Broncos   |
| Brandon Paul     | 3 anni/non garantito          | Joventut Badalona   |
| Cat Barber       | 3 anni/non garantito          | NCSU Wolfpack       |
| Chasson Randle   | Contratto di 10 giorni/3 anni | Westch. Knicks      |

#### Cessioni
| Giocatore       | Motivo     | Nuova squadra       |
| --------------- | ---------- | ------------------- |
| Ish Smith       | Rilasciato | Detroit Pistons     |
| Christian Wood  | Rilasciato | Charlotte Hornets   |
| Carl Landry     | Tagliato   | cestista svincolato |
| Elton Brand     | Ritirato   | Fine carriera       |
| Hollis Thompson | Tagliato   | Austin Spurs        |
| Nerlens Noel    | Scambiato  | Dallas Mavericks    |
| Chasson Randle  | Tagliato   | N.Y. Knicks         |
| Andrew Bogut    | Tagliato   | Cleveland Cavaliers |

### Scambi
| 15 luglio 2016   | Philadelphia 76ersSaša Kaun Cash considerations                                                                  | Cleveland CavaliersChukwudiebere Maduabum Diritti Draft |
| 26 agosto 2016   | Philadelphia 76ersTibor Pleiß 2 scelte 2º giro Draft 2017 Cash considerations                                    | Utah JazzKendall Marshall                               |
| 1 novembre 2016  | Philadelphia 76ersErsan İlyasova una scelta protetta al 1º giro Draft 2017                                       | Oklahoma ThunderJerami Grant                            |
| 22 febbraio 2017 | Philadelphia 76ersTiago Splitter 2 scelte 2º giro Draft 2017                                                     | Atlanta HawksErsan İlyasova                             |
| 23 febbraio 2017 | Philadelphia 76ersAndrew Bogut Justin Anderson una scelta al 2º giro Draft 2017 una scelta al 2º giro Draft 2018 | Dallas MavericksNerlens Noel                            |

## Premi individuali
| Assegnato a | Premio                                                       | Data premio     | Ref. |
| ----------- | ------------------------------------------------------------ | --------------- | ---- |
| Joel Embiid | Rookie del mese Eastern Conference (novembre)                | 1 dicembre 2016 |      |
| Joel Embiid | Rookie del mese Eastern Conference (dicembre)                | 2 gennaio 2017  |      |
| Joel Embiid | Giocatore della settimana Eastern Conference (gennaio 16-22) | 23 gennaio 2017 |      |
| Joel Embiid | Rookie del mese Eastern Conference (gennaio)                 | 3 febbraio 2017 |      |
| Dario Šarić | Rookie del mese Eastern Conference (febbraio)                | 2 marzo 2017    |      |
| Dario Šarić | Rookie del mese Eastern Conference (marzo)                   | 2 aprile 2017   |      |